# Las Prudnicki

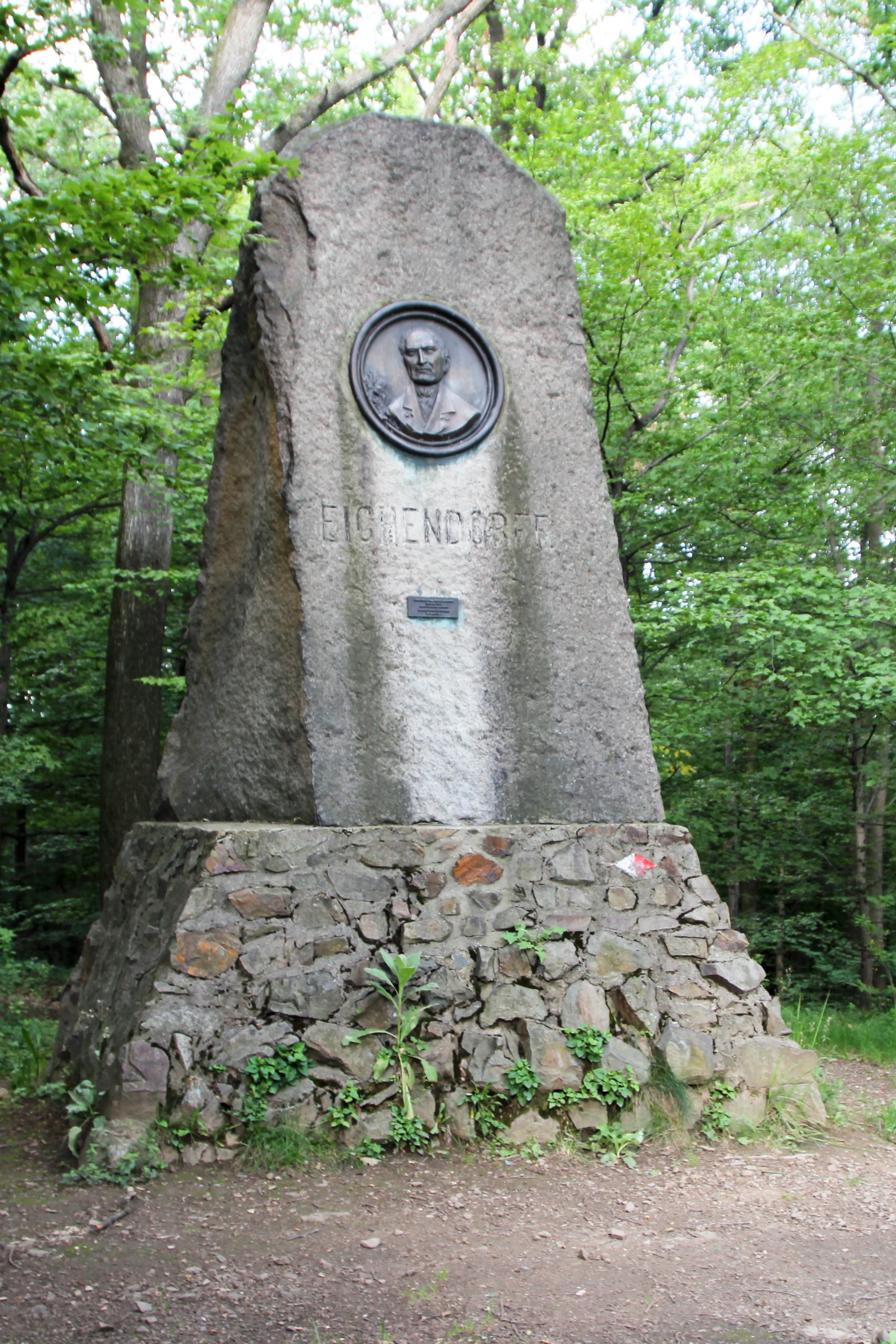
Pomnik Josepha von Eichendorffa w Dębowcu

Las Prudnicki – kompleks leśny na południe od Prudnika, będący środkowo-północną częścią Gór Opawskich, w powiecie prudnickim, województwie opolskim. Wschodnia część Parku Krajobrazowego Góry Opawskie. Znajduje się w granicach administracyjnych miasta Prudnik oraz sołectw Dębowiec i Trzebina. Historycznie lasy miejskie Prudnika ciągnęły się po Biskupią Kopę (wsie Jarnołtówek i Pokrzywna).

## Geografia
Najwyższym szczytem Lasu Prudnickiego jest Długota (457 m n.p.m.). Pozostałe szczyty to: Wróblik (396 m n.p.m.), Kobylica (395 m n.p.m.), Kraska (391 m n.p.m.), Okopowa (388 m n.p.m.), Zajęcza Kępa (383 m n.p.m.), Sępik (356 m n.p.m.), Święta Góra (354 m n.p.m.), Zbylut (353 m n.p.m.), Kapliczna Góra (320 m n.p.m.), Kozia Góra (316 m n.p.m.).
We wschodniej części Lasu Prudnickiego leży Ziębia Dolina (Dolina Marii), a w środkowej – Dębnicka Dolina. Przez las przepływają Graniczny Potok, Trzebinka, Moszczaniecki.
Las Prudnicki stanowi najdalej na wschód wysuniętą część Parku Krajobrazowego Góry Opawskie. Znajduje się pod nadzorem Nadleśnictwa Prudnik. Większość powierzchni lasu znajduje się w granicach gminy Prudnik, ze wschodnim fragmentem w gminie Lubrza.

## Historia
W Lesie Prudnickim zlokalizowane zostały trzy grodziska. W średniowieczu na szczycie Okopowej stał mały gród rycerski lub strażnica. W 1905 przeprowadzono w tym miejscu badania archeologiczne, w wyniku których znaleziono zwęglone pnie drzew, gliniane naczynia i spalone kości. Gród otoczony był częstokołem, a w środku znajdowały się drewniane chaty i masywna, kamienna budowla. Stojąc na szczycie wieży, strażnik mógł kontrolować rozległą dolinę Złotego Potoku, a także zakole rzeki Prudnik. W Dębnickiej Dolinie znajduje się kolejne grodzisko, zaznaczane na niemieckich mapach pod nazwą „Schlossplatz”, czyli „miejsce zamku”, „plac zamkowy”. Jest to typowe średniowieczne, dobrze zachowane grodzisko stożkowe. Na kwadratowej wyniosłości prawdopodobnie znajdowała się drewniana wieża, a na otaczających ją z trzech stron wałach palisada. Od czwartej strony gród chronił strumień. W 1998 Andrzej Dereń zlokalizował trzecie grodzisko – ślady nowożytnego obronnego, oszańcowanego obozowiska z czasów wojny trzydziestoletniej lub wojen śląskich. Po jednej stronie grodziska, od strony szczytu Okopowej wykonany jest nieregularny i duży rów. Niemcy nazywali grodziska na Okopowej „Szwedzkimi Szańcami”.

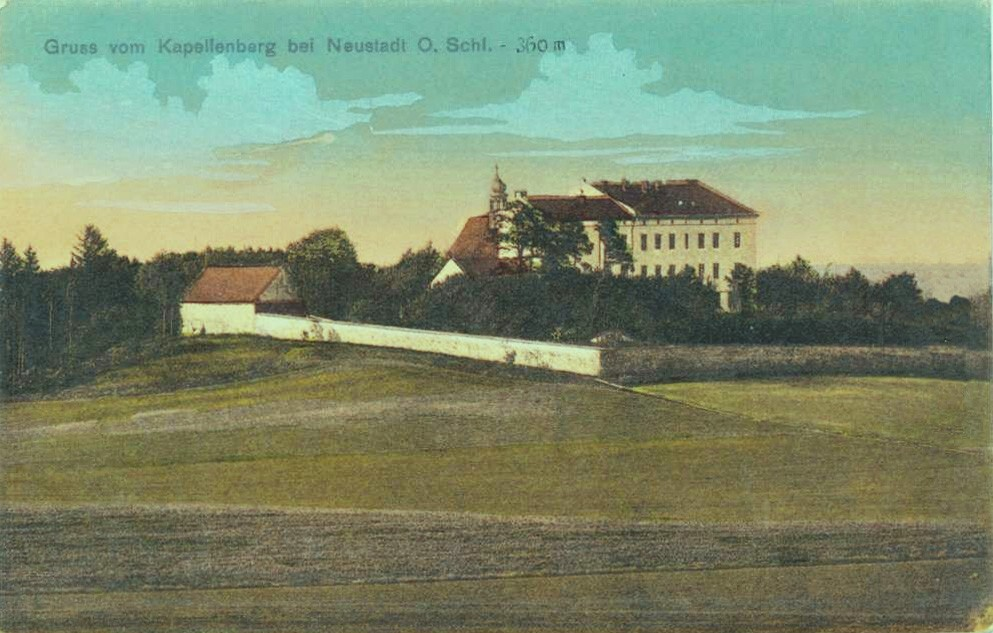
Sanktuarium Matki Bożej Bolesnej

Las porastający wzniesienia Gór Opawskich na południowy zachód od Prudnika w przeszłości był własnością miasta Prudnika. W przeszłych czasach prawie każde miasto otrzymywało w pobliżu swoich posiadłości las na własne potrzeby, głównie w celu pozyskiwania drewna na opał i budowania domostw oraz innych zabudowań. W tamtych czasach w Prudniku zdano sobie sprawę z korzyści wynikających z posiadania lasu. Miasto systematycznie przejmowało okoliczne lasy, posiadając wkrótce największe lasy komunalne na Górnym Śląsku (około 3400 hektarów). Lasy w okolicy Dębowca zostały częściowo nadane Prudnikowi w 1388 i 1430 roku, resztę kupiono w 1597 roku. Łącznie lasy miejskie obejmowały: kompleks leśny na północny wschód od Rudziczki, Las Prudnicki między Wieszczyną a Trzebiną, lasy na stokach Zamkowej Góry, Olszaka koło Pokrzywnej i w pobliżu Krzyżkowic oraz całe wzgórze Szyndzielowej Kopy bez niżej położonych wschodnich stoków. Lasy okoliczne należały do Prudnika od 1596 roku, aż do nacjonalizacji. Przed 1596 r. obszar lasów związany był z Prudnikiem od czasu kolonizacji w średniowieczu, aż do 1596 roku las wchodził w skład dóbr zamku prudnickiego i administracyjnie była to część okręgu prudnickiego. Posiadanie miejskich lasów, związane było z działalnością gospodarczą miasta na tym terenie. Od XIX wieku las spełniał rolę turystycznego zaplecza, po 1945 roku uległ funkcjonalnej degradacji.

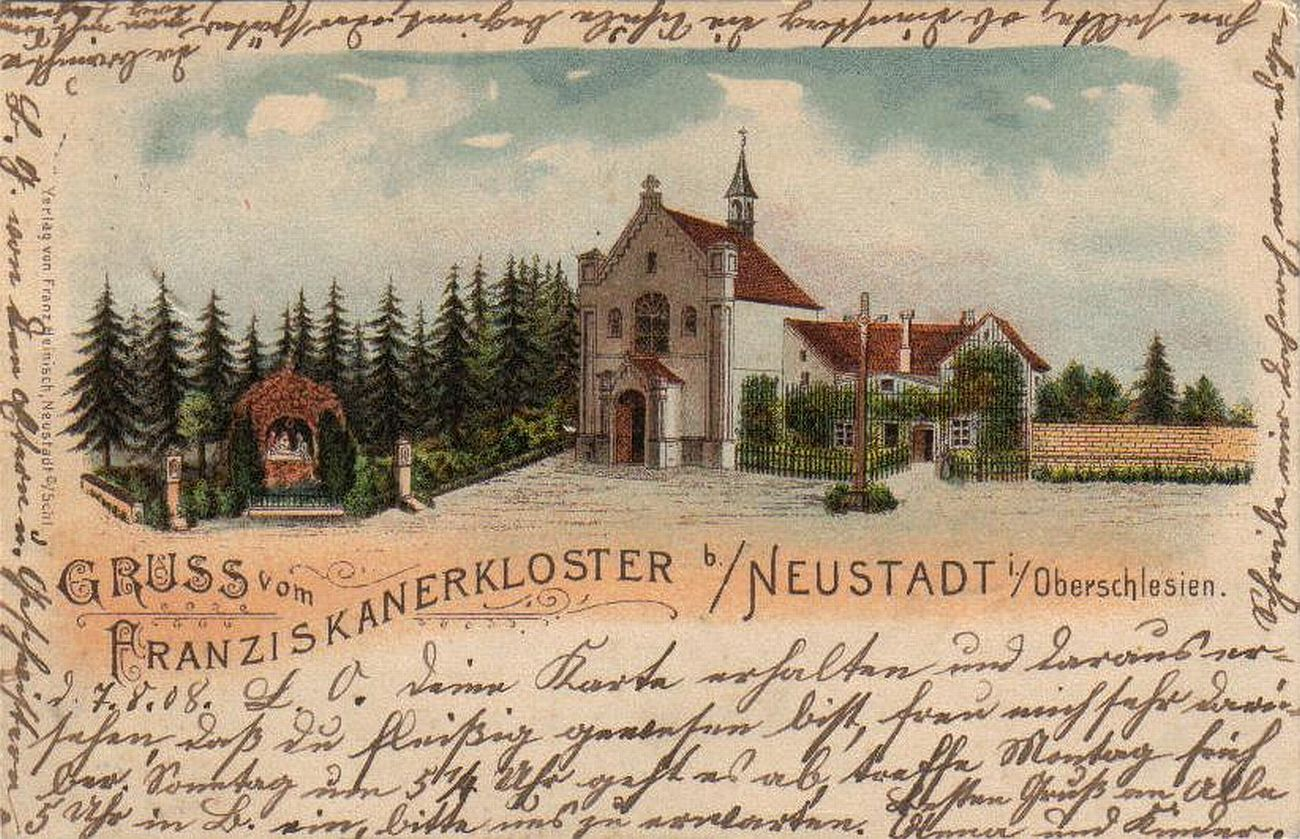
Kościół św. Józefa

W latach 1752–1753 na Kaplicznej Górze powstało sanktuarium Matki Bożej Bolesnej. W 1866 zakon franciszkanów wzniósł na wschodnim skraju Lasu Prudnickiego kościół św. Józefa. W 1883 Morawsko-Śląskie Sudeckie Towarzystwo Górskie zbudowało na wierzchołku Okopowej pierwszą wieżę widokową w Sudetach. W 1903 na stokach Okopowej wzniesiono schronisko turystyczne „Szwedzki Szaniec”. Restauracja i hotel w budynku z wieżą była określana jako sanatorium. W 1911 na szczycie Kobylicy wzniesiono pomnik Josepha von Eichendorffa.

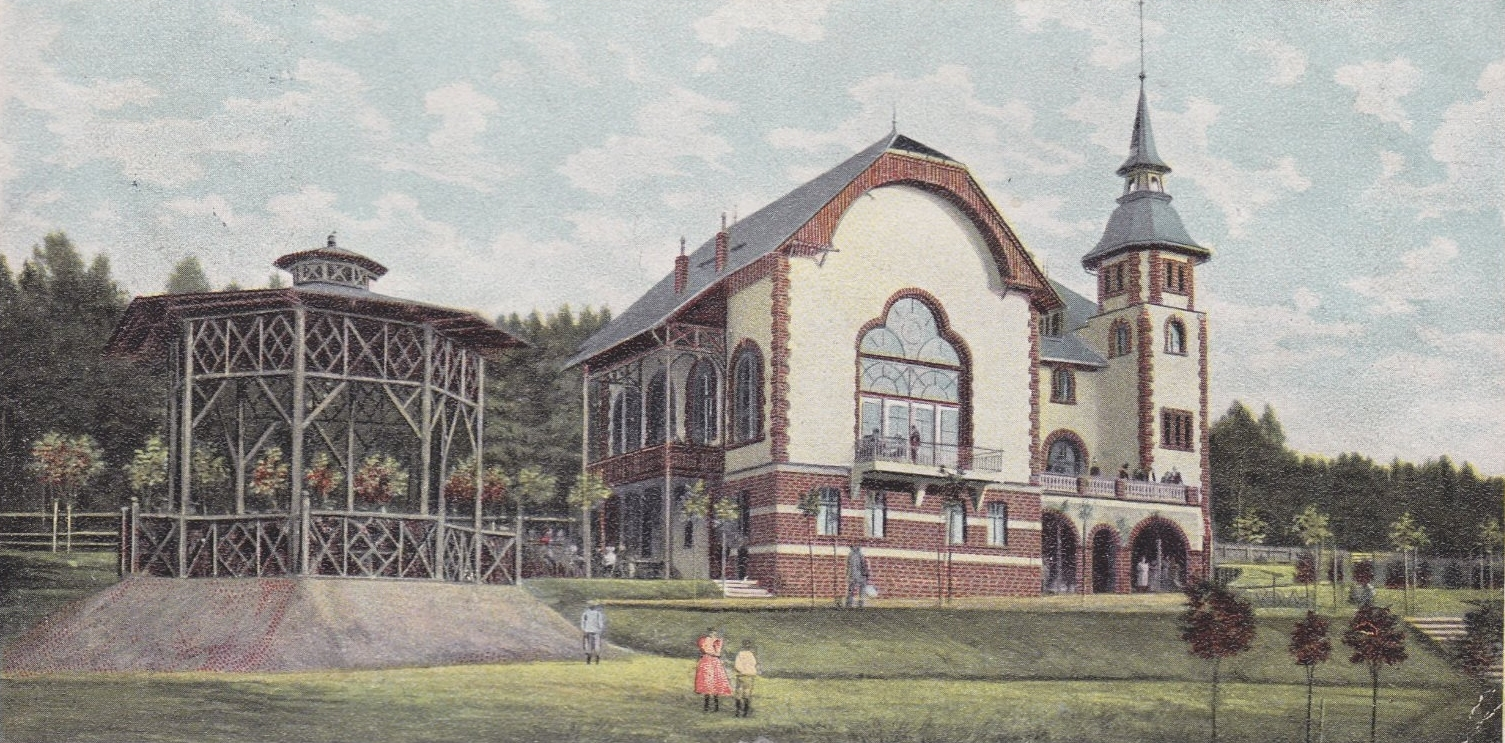
Schronisko „Szwedzki Szaniec”

Między marcem i majem 1945 na północnym stoku Wróblika rozbił się sowiecki samolot produkcji amerykańskiej Douglas DB-7. W 2002 odnaleziono pozostałości wraku (fragmenty poszycia z aluminium i elementy pocisków). Po zakończeniu II wojny światowej, w 1945 w Lesie Prudnickim ukrywali się członkowie Werwolfu.
Na miejscu po schronisku „Szwedzki Szaniec”, które zostało wysadzone, zbudowano wojskowe magazyny broni dla prudnickiej jednostki.

## Przyroda
Siedliska dominujące to las mieszany w większości kwaśne buczyny i świerczyny. W granicach Lasu Prudnickiego znajdują się trzy zarejestrowane pomniki przyrody ożywionej: 1. Dąb szypułkowy – 270 lat o obwodzie 545 cm, 2. Dąb szypułkowy – 420 lat o obwodzie 562 cm, 3. Daglezja – 170 lat o obwodzie 360 cm. (w okolicy Dębowca).

## Turystyka
Przez Las Prudnicki prowadzą szlaki turystyczne:
- – Główny Szlak Sudecki prowadzi w Lesie Prudnickim od zachodu przez główne szczyty: Długota maleńką miejscowość Dębowiec, Kobylicę Świętą Górę i dalej przez Sanktuarium św. Józefa do centrum Prudnika
- – Szlak Historyczny Lasów Królewskiego Miasta Prudnika zatacza pętlę od Prudnika przez Las Prudnicki i z powrotem. Prowadzi przez: Kapliczną, Okopową, Kobylicę wioskę Dębowiec, dalej szlak prowadzi wzdłuż granicy z Czechami na wschód, koło szczytu Zbylut wychodzi z górskich terenów zalesionych na otwarte tereny, gdzie zawraca na północ i przez sanktuarium św. Józefa prowadzi, do centrum Prudnika[17].